# 湿生砂仁
湿生砂仁是薑科砂仁属的模式种，原产中南半岛和苏门答腊，与砂仁亲缘关系很近。